# Boucheporn
Boucheporn is een gemeente in het Franse departement Moselle (regio Grand Est) en telt 574 inwoners (2005).
De gemeente tot 22 maart 2015 was onderdeel van het kanton Boulay-Moselle in het arrondissement Boulay-Moselle. De gemeente werd op die dag overgeheveld naar het kanton Faulquemont en het arrondissement fuseerde met het arrondissement Forbach tot het huidige arrondissement Forbach-Boulay-Moselle.

## Geografie
De oppervlakte van Boucheporn bedraagt 6,7 km², de bevolkingsdichtheid is 85,7 inwoners per km².
De onderstaande kaart toont de ligging van Boucheporn met de belangrijkste infrastructuur en aangrenzende gemeenten.

## Demografie
Onderstaande figuur toont het verloop van het inwonertal (bron: INSEE-tellingen).